# 3001: The Final Odyssey
3001: The Final Odyssey (in het Nederlands uitgegeven als 3001: De finale) is een sciencefictionroman van Arthur C. Clarke. Het is het vierde deel van de Space Odyssey-serie. Het boek werd voor het eerst uitgegeven in 1997.

## Verhaal
Frank Poole, de astronaut die in het eerste deel 2001: A Space Odyssey de ruimte in werd geslingerd wordt teruggevonden in de Kuipergordel. Omdat hij diep bevroren is kan hij weer tot leven worden gewekt.
De monolieten die in de eerdere delen ontdekt werden dreigen al het leven op aarde en haar koloniën op de manen rond Jupiter te vernietigen.